# Zrakoplovna nesreća na Tenerifima
Zrakoplovna nesreća na Tenerifima 27. ožujka 1977. godine najveća je zrakoplovna nesreća u civilnom zrakoplovstvu.
U nesreći na Tenerifima poginulo je 583 ljudi, a samo je 61 uspjelo preživjeti, svi u zrakoplovu Pan Am-a. Nesreća se dogodila u zračnoj luci Los Rodeos, kada se Boeing 747 nizozemskog KLM-a prilikom uzlijetanja brzinom od 250 km/h zabio u Pan Am-ov Boeing 747 koji se još uvijek nalazio na pisti.

## Povijest
Nesreća je od najpoznatijih primjera važnosti pravilne komunikacije između posade zrakoplova i kontrole letenja. Naime, kontrola je KLM-ovom zrakoplovu dala dopuštenje za ulazak na uzletno-sletnu stazu i čekanje na mjestu za polijetanje. (You are cleared to line up and hold). Instruktor i šef pilota KLM-a je u tom trenutku upravljao zrakoplovom. On je čuo: Cleared to line up and go. Druga 2 pilota koji su s njim bili u pilotskoj kabini su sumnjali da nešto nije u redu, jedan je čak i rekao: "Mislim da nismo dobili dopuštenje za polijetanje." Kad je čuo njihovu povratnu informaciju (readback) "Cleared to line up and go", probao im je reći da prekinu polijetanje. U istom trenutku je i pilot Pan Am-ovog zrakoplova probao pitati što se događa, ali zbog tehničke manjkavosti tadašnjih komunikacijskih sustava ništa se nije čulo (samo pištanje). 
Ovo je također i primjer negativne strane velikog zrakoplovnog autoriteta u pilotskoj kabini. Jer, kada je flajter pitao: Imamo li mi uopće dopuštenje za polijetanje, kapetan je samo nešto promrljao (u stilu gledaj svoja posla). 
Još jedan od razloga je i kašnjenje (u tom trenutku su kasnili preko jedan sat i žurilo im se). 
Do nesreće gotovo sigurno ne bi došlo da KLM-ov zrakoplov nije imao pune spremnike goriva. Naime, oni uopće nisu trebali puniti gorivo na aerodromu na Tenerifima jer su imali dovoljnu količinu goriva za put na sljedeće odredište, pa su trebali tamo točiti i onda krenuti prema doma.
Nesreća se, kao i svaka druga, dogodila spletom čitavog niza nesretnih okolnosti. Da je samo jedna izostala, ti ljudi bi najvjerojatnije bili živi.

## Vanjske poveznice

### Sestrinski projekti
|  | Zajednički poslužitelj ima još gradiva o temi Zrakoplovna nesreća na Tenerifima |

### Mrežna sjedišta
- Završna izvješća španjolskih službi i komentari nizozemskih službi
  - (engl.) "KLM, B-747, PH-BUF and Pan Am, B-747, N736, collision at Tenerife Airport, Spain, on 27 March 1977." (  Arhivirana inačica izvorne stranice od 15. kolovoza 2011. (Wayback Machine)) - Subsecretaría de Aviación Civil, Spain. Objavljeno ICAO okružnicom, s komentarom Netherlands Aviation Safety Boarda.
  - (šp.) "A-102/1977 y A-103/1977 Accidente Ocurrido el 27 de Marzo de 1977 a las Aeronaves Boeing 747, Matrícula PH-BUF de K.L.M. y Aeronave Boeing 747, matrícula N736PA de PANAM en el Aeropuerto de los Rodeos, Tenerife (Islas Canarias)  Arhivirana inačica izvorne stranice od 22. lipnja 2013. (Wayback Machine)." - u vlasništvu "Civil Aviation Accident and Incident Investigation Commission"
  - (engl.) Komentar Netherlands Aviation Safety Boarda(  Arhivirana inačica izvorne stranice od 15. srpnja 2011. (Wayback Machine))
  - (nizoz.) Komentar Netherlands Aviation Safety Boarda(  Arhivirana inačica izvorne stranice od 28. rujna 2011. (Wayback Machine))
  - (engl.) Završno izvješće i komentari the Netherlands Aviation Safety Boarda  Arhivirana inačica izvorne stranice od 27. rujna 2007. (Wayback Machine)